# الجانب المشرق
الجانب المشرق (بالإنجليزية: The Upside)‏ هو فيلم دراما كوميدي أمريكي من إخراج نيل بيرغر وهو النسخة الأمريكية من الفيلم الفرنسيالمنبوذون. الفيلم من بطولة كيفن هارت، براين كرانستون، نيكول كيدمان وكلشيفته فراهاني، صدر الفيلم في الولايات المتحدة في 11 يناير 2019.

## روابط خارجية
الجانب المشرق على موقع IMDb (الإنجليزية)
- الجانب المشرق على موقع ميتاكريتيك (الإنجليزية)
- الجانب المشرق على موقع روتن توميتوز (الإنجليزية)
- الجانب المشرق على موقع قاعدة بيانات الأفلام العربية
- الجانب المشرق على موقع ألو سيني (الفرنسية)
- الجانب المشرق على موقع أول موفي (الإنجليزية)
- الجانب المشرق على موقع بوكس أوفيس موجو (الإنجليزية)
- الجانب المشرق على موقع فيلمافينيتي (الإسبانية)
- الجانب المشرق على موقع قاعدة بيانات الفيلم (الإنجليزية)
- الجانب المشرق على موقع ليتربوكسد (الإنجليزية)